# 흰꼬리티티
흰꼬리티티(Plecturocebus discolor)는 신세계원숭이에 속하는 티티원숭이의 일종이다. 남아메리카의 콜롬비아와 에콰도르, 페루에서 발견된다. 1848년에 학명 Callicebus discolor로 기재되었다.

## 특징
모든 티티원숭이처럼 흰꼬리티티는 비교적 작은 영장류로, 촘촘하고 긴 털과 약간 길쭉한 뒷다리를 가지고 있다. 등과 팔뚝, 다리의 털은 회갈색이며, 배, 팔뚝, 다리, 발의 적갈색과 뚜렷한 대조를 이룬다. 꼬리는 길고 숱이 많으며, 앞부분은 회갈색이고 뒷부분 1/3은 흰색이다. 모든 티티원숭이처럼, 꼬리를 잡는 꼬리로 사용할 수는 없다. 머리는 작고 둥글며, 이마를 가로지르는 흰색 가로줄과 그 위에 검은색 줄무늬가 있다. 뺨과 목의 털은 붉은색이다.

## 분포 및 서식지
흰꼬리티티는 페루 북부, 에콰도르 동부 그리고 콜롬비아 최남단의 작은 지역에 서식한다. 서식지는 남쪽으로는 마라뇬강, 동쪽으로는 우카얄리강에 접해 있다. 서식지는 숲이며, 강변 숲에서 흔히 발견된다.

## 습성
흰꼬리티티의 생활 방식에 대해서는 알려진 바가 거의 없지만, 붉은티티원숭이와 유사할 가능성이 높다. 흰꼬리티티는 주행성 동물로 대부분의 시간을 나무 위에서 보낸다. 나무 위에서는 네 발로 움직이고 때로는 뛰어오르기도 한다. 흰꼬리티티는 가족 집단을 이루어 생활하며, 짝을 지어 평생을 함께 보내는 경우가 많다. 흰꼬리티티 집단은 고정된 영역을 차지하며, 아침 듀엣으로 다른 동물들에게 영역을 알려준다. 흰꼬리티티의 주 먹이는 주로 과일이며, 잎과 씨앗, 꽃 등 식물의 일부도 소량 섭취한다. 수컷은 새끼를 키우는 데 적극적으로 참여하며, 새끼를 안고 다니거나 어미에게 데려와 먹이를 준다.

## 보전 상태
서식지 파괴로 인해 일부 지역에서는 멸종 위기에 처해 있지만, 전반적으로 흰꼬리티티는 IUCN에 따르면 멸종 위기종으로 분류되지 않는다.